# تلماتشه
تلماتشه (بالإنجليزية: Tlmače)‏ هي بلدية، بلدة و municipality of Slovakia تقع في سلوفاكيا في Levice District.[بحاجة لمصدر] يقدر عدد سكانها بـ 4,172 نسمة .